# Dennis Diekmeier
Dennis Diekmeier (Thedinghausen, 20 oktober 1989) is een Duits betaald voetballer die doorgaans in de verdediging speelt. Hij tekende in januari 2019 bij SV Sandhausen, dat hem transfervrij inlijfde. Hij won als basisspeler met een Duitse nationale jeugdselectie het EK 2008 –19.
Diekmeier doorliep vanaf 2003 de jeugdopleiding van Werder Bremen en werd daar in het seizoen 2007/08 bij de selectie van de hoofdmacht gehaald. Zijn wedstrijden speelde hij sinds een jaar daarvoor in het tweede team en daar kwam geen verandering in. Daarom stemde hij in de winterstop van het seizoen 2008/09 in met een verkoop aan 1. FC Nürnberg. Daarmee debuteerde hij vervolgens in het profvoetbal, in de 2. Bundesliga. Diekmeier speelde er vanaf het begin alle competitiewedstrijden en promoveerde een half jaar later met Nürnberg naar de Bundesliga. Daarin deed hij in het volgende seizoen ook in bijna alle wedstrijden mee. Hij maakte hierin indruk op Hamburger SV, dat hem in juli 2010 overnam en voor vier jaar vastlegde.
Hij heeft het record van meeste wedstrijden op profniveau zonder doelpunt te maken namelijk 294. Op 26 mei 2020 scoort hij met een kopbal tegen Wiesbaden waardoor aan zijn lange reeks een einde komt in de Duitse pers wordt het doelpunt 'Das Wunder von Wiesbaden' genoemd.

## Clubstatistieken
| Seizoen | Club           | Competitie    | Duels | Goals |
| ------- | -------------- | ------------- | ----- | ----- |
| 2007/08 | Werder Bremen  | Bundesliga    | 0     | 0     |
| 2008/09 | 1. FC Nürnberg | 2. Bundesliga | 17    | 0     |
| 2009/10 | 1. FC Nürnberg | Bundesliga    | 30    | 0     |
| 2010/11 | Hamburger SV   | Bundesliga    | 8     | 0     |
| 2011/12 | Hamburger SV   | Bundesliga    | 24    | 0     |
| 2012/13 | Hamburger SV   | Bundesliga    | 32    | 0     |
| 2013/14 | Hamburger SV   | Bundesliga    | 20    | 0     |
| 2014/15 | Hamburger SV   | Bundesliga    | 21    | 0     |
| 2015/16 | Hamburger SV   | Bundesliga    | 22    | 0     |
| 2016/17 | Hamburger SV   | Bundesliga    | 24    | 0     |
| 2017/18 | Hamburger SV   | Bundesliga    | 22    | 0     |
| 2018/19 | SV Sandhausen  | 2. Bundesliga | 16    | 0     |

## Erelijst
| Europees kampioen –19 | 1x | 2008 |